# Regime de informação
O termo "regime de informação" (régime of information) foi originalmente apresentado pelo filósofo da informação Bernd Frohmann para "chamar qualquer sistema ou rede mais ou menos estável em que a informação flui através de canais determinados de produtores específicos, via estruturas organizacionais específicas, para consumidores ou usuários específicos". Posteriormente, a filósofa Maria Nélida González de Gómez define "regime de informação" como "um modo de produção informacional dominante em uma formação social, conforme o qual serão definidos sujeitos, instituições, regras e autoridades informacionais, os meios e os recursos preferenciais de informação, os padrões de excelência e os arranjos organizacionais de seu processamento seletivo, seus dispositivos de preservação e distribuição". Mais recentemente, partindo da crítica da economia política, o sociólogo e cientista da informação Arthur Coelho Bezerra propõe uma reconstrução do conceito de "regime de informação" considerando "as lutas de classes travadas no âmbito da produção e da circulação de informação".  

## Histórico
Revisões bibliográficas sobre o uso do conceito de regime de informação na área da Ciência da Informação apontam que o pesquisador Bernd Frohmann apresentou o conceito, em 1995, como uma forma de criticar a falta de atenção de pesquisadores da área à dimensão efetivamente política dos estudos sobre políticas de informação. Ciente do clamor de diversos pesquisadores por uma maior qualificação do debate – avaliado pelo autor como superficial e ingênuo – sobre o tema na literatura científica, Frohmann argumenta que, para identificar os múltiplos pontos que permitem intervenções inteligentes e socialmente responsáveis nas políticas de informação, é necessário empreender uma análise rica sobre o desenvolvimento, a estabilidade e a manutenção daquilo que chamou de “regime de informação”. 
Para Frohmann, “descrever um regime de informação significa mapear os conflituosos processos que resultam em estabilizações provisórias e inquietas de conflitos entre grupos sociais, interesses, discursos e até mesmo artefatos científicos e tecnológicos”. Com isso, o autor deseja fugir de uma visão instrumental que se preocupa apenas com a eficiência de fluxos informacionais, sem considerar a mútua implicação e dependência entre ciência, tecnologia, relações sociais e discursos.
No Brasil, a pesquisadora Maria Nélida González de Gómez é reconhecida como uma das precursoras do conceito de regime de informação. A pesquisadora utiliza o conceito pela primeira vez em 1999 no artigo "O caráter seletivo das ações de informação" e o define como "o modo de produção informacional dominante numa formação social, que define quem são os sujeitos, as organizações, as regras e as autoridades informacionais e quais os meios e os recursos preferenciais de informação, os padrões de excelência e os modelos de sua organização, interação e distribuição". 
Apesar do conceito de regime de informação ter sido utilizado pela autora somente em 1999, seus estudos desenvolvidos no final da década de 1980 e na década de 1990 já possuíam alguns elementos que caracterizam o conceito de regime de informação, como a necessidade de observar diferentes estratos ou camadas que agenciam os fluxos informacionais e configuram os regimes de informação e a importância de observar as condições históricas e sociais. 
Posteriormente, Maria Nélida González de Gómez reformula o conceito de regime de informação mediante a incorporação das abordagens de Mark Poster e Sandra Braman sobre, respectivamente, as expressões “modo de informação” e “emergente regime global de políticas de informação”, bem como as ideias de “cadeia de produção de informação” (voltada para a projeção de ações administrativas e políticas) e “infraestrutura de informação” (focada na transversalidade econômica, social e cultural das ações de informação e comunicação). A autora também traz à baila a perspectiva de “regimes de valor”, que o cientista da computação iraniano Hamid Ekbia, por sua vez, toma emprestado dos sociólogos franceses Luc Boltanski e Laurent Thévenot para considerar a existência de diferentes regimes de informação, correspondentes a diferentes regimes de valor. Em 2012, a autora escreve que "o regime de informação remete à distribuição do poder formativo e seletivo entre atores e agências organizacionais, setores de atividades, áreas do conhecimento, regiões locais e redes internacionais e globais, seja pela definição e construção de zonas e recursos de visibilidade informacional, seja pela sonegação e/ou substituição de informações de outro modo socialmente disponíveis ou acessíveis, seja por efeitos não totalmente intencionais da agregação de ações e meios, sobre aquilo que se define, propicia e mobiliza como valores de informação".
Uma abordagem recente aplicada a partir do regime de informação foi a de Alexandre de Souza Costa no livro "O regime de informação: um olhar sobre o marco regulatório da indústria de petróleo e gás natural no Brasil". Costa desenvolve o seu arcabouço teórico-metodológico baseando-se em Bernd Frohmann, Maria Nélida González de Gómez, Sandra Braman, Hamid Ekbia e revisita alguns autores que ajudam na compreensão sobre o regime de informação, tais como: Michel Foucault, Gilles Deleuze e Félix Guattari e Bruno Latour. Costa desenvolve ao logo do livro uma abordagem onde parte-se do pressuposto que há um regime de informação associado às formas de regulação na indústria de petróleo e gás natural, no Brasil e no mundo. 
Em 2024, o pesquisador e professor do Programa de pós Graduação em Ciência da Informação do Instituto Brasileiro de Informação em CIência e Tecnologia (PPGCI-Ibict), Arthur Coelho Bezerra, publicou o livro Miséria da informação: dilemas éticos da era digital (Garamond, 2024), no qual analisa o conceito de regime de informação a partir da crítica da economia política. Bezerra analisa uma série de contradições resultantes dos dilemas éticos da era digital, como a vigilância de dados pelas empresas de tecnologia, a mediação algorítmica da informação, a circulação de desinformação e discursos de ódio nas redes, a precarização do trabalho mediado por plataformas, o colonialismo digital e outros, concluindo que o atual regime de informação, entendido como "modo de produção informacional dominante" (expressão usada nos primeiros trabalhos de González de Gómez sobre o tema), nos permite compreender o termo como "a representação conceitual do processo histórico das lutas de classes travadas no âmbito da produção e da circulação de informação".   